# Al-Isra, 26

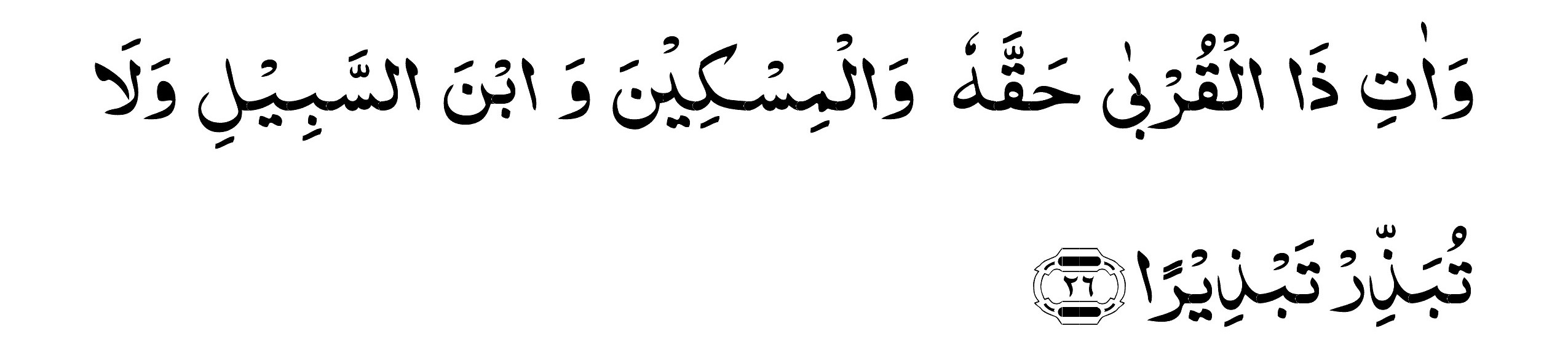
Vers 17:26 på arabiska.

al-Isra, 26 är den 26:e versen i kapitlet al-Isra i Koranen. Dispyten om Fadak relaterar till denna vers enligt olika källor. Koranen har i denna vers betonat vikten av blodsband (dhu al-qurba) enligt Wilferd Madelung. Alla shiitiska lärda är överens om att den islamiske profeten Muhammed gav Fadak till sin dotter Fatima vid uppenbarelsen av versen, och några sunnitiska lärda håller med dem.
Och ge den nära anförvanten vad han med rätta väntar och [ge till] den behövande och vandringsmannen, men slösa inte över all måtta. (Koranens budskap, 17:26)
Translitteration: Waati tha alqurba haqqahu waalmiskeena waibna alssabeeli wala tubaththir tabtheeran

Arabiska: وَآتِ ذَا الْقُرْبَىٰ حَقَّهُ وَالْمِسْكِينَ وَابْنَ السَّبِيلِ وَلَا تُبَذِّرْ تَبْذِيرًا

## Exegetik

### I sunniislam
I boken al-Durr al-Manthur av den sunnimuslimske lärde al-Suyuti har en hadith återberättats från Muhammed, att han sa att när denna vers uppenbarades så kallade han på Fatima och gav henne Fadak.

### I shiaislam
Sheikh Kulayni har citerat en tradition i vilken den sjunde shiaimamen al-Kazim berättat att Muhammed via ängeln Gabriel fått en uppenbarelse från Gud att ge Fadak till Fatima.
I pålitliga shiitiska hadithböcker finns det över 314 återberättelser som bekräftar att ordet dhul qurba (nära släktingar) refererar till Ahl al-Bayt.